# Saint-Germain-l'Auxerrois (Parigi)
Saint-Germain-l'Auxerrois (AFI: /sɛ̃ ʒɛʁˈmɛ̃ loseˈʁwa/) è il 1º quartiere amministrativo di Parigi, situato nel I arrondissement.

## Struttura
Ha una superficie di 87,1 ettari e comprende l'île de la Cité a ovest del boulevard du Palais, e le zone del I arrondissement situate a sud della rue de Rivoli, fra il boulevard de Sébastopol e la place de la Concorde.
La maggior parte del quartiere è occupata dal palazzo del Louvre e dai giardini delle Tuileries, poiché soltanto la punta della Ile de la Cité e l'area compresa tra il Boulevard de Sebastopol e la rue de l'Amiral-de-Coligny sono abitate.
Vi si trova la Chiesa di Saint-Germain-l'Auxerrois.

## Demografia
Evoluzione della popolazione del quartiere:
| Anno (del censimento) | Popolazione | Densità (ab. per km²) | Crescita dall'ultimo censimento |
| --------------------- | ----------- | --------------------- | ------------------------------- |
| 1954                  | 3 985       | 4 575                 |                                 |
| 1962                  | 3 908       | 4 487                 |                                 |
| 1968                  | 3 101       | 3 560                 |                                 |
| 1975                  | 2 405       | 2 761                 |                                 |
| 1982                  | 2 100       | 2 411                 |                                 |
| 1990                  | 1 951       | 2 240                 | -7,1%                           |
| 1999                  | 1 672       | 1 920                 | -14,3%                          |